# Salden’s
Salden’s — российский крафтовый производитель пива. Компания основана в 2012 году в Туле.

## История
Компания основана в 2012 году Денисом Сальниковым, название Salden’s составлено из первых букв фамилии и имени основателя.
Изначально он варил пиво дома в качестве хобби. Сальников не имеет пищевого образования (по образованию — химик-биолог), изучал пивоварение по форумам, книгам американских и немецких авторов. Позже он инвестировал свободные средства в постройку пивоварни. Первоначально пивоварня занимала 140 квадратных метров в помещении в Туле, где и находится по сей день.
В 2016 году объём производства составлял 25 тысяч литров. По словам Сальникова, 80 % уходит в магазины и пабы Москвы, 10 % остаётся в Туле, остальное расходится по регионам. По состоянию на 2021 год объём производства вырос до 120 тысяч литров.
На 2020 год линейка Salden’s насчитывает более пятисот сортов. Узнаваемыми сортами являются «Пряник стаут» с имбирём и корицей и томатный гозе. Стиль томатный гозе, создан в конце 2010-х годов на пивоварне Salden’s. Несмотря на то, что смесь пива и томатного сока — распространенное явление в коктейлях (прим. «Мичелада»), отличие томатного гозе в том, что томатная составляющая добавляется в пиво на стадии дображивания при производстве.
Кроме пива компания производит сидр, делает из местных яблок сорта «Пепин Шафранный» и хард-зельцер.
В отличие от других производителей крафтового пива, которые обычно используют яркие этикетки, отличительной чертой Salden’s является этикетка с простым дизайном, которая бывает белого, чёрного или жёлтого цвета.
Кроме производства пива компания владеет рестораном и двумя барами в Туле и двумя барами в Москве.